# イズレイル・ゴランツ

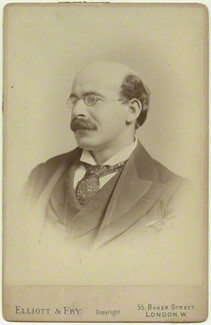
イズレイル・ゴランツ

サー・イズレイル・ゴランツ（Sir Israel Gollancz 1864年 - 1930年）はイギリスの古英文学者。出身はポーランド系ユダヤ人。
ケンブリッジ大学に学ぶ。シェイクスピア研究の泰斗であり、1896年から1906年までキングス・カレッジ・ロンドンで英語英文学の教授を務めた。英国学士院の創設にも参加し、言語学会理事などを歴任した。
弟にハーマン・ゴランツ、甥にヴィクター・ゴランツがいる。